# Ла Харп (Канзас)
Ла Харп (енгл. La Harpe) град је у америчкој савезној држави Канзас.

## Демографија
По попису из 2010. године број становника је 578, што је 128 (-18,1%) становника мање него 2000. године.
| Група             | 2000.       | 2010.       |
| Белци             | 662 (93,8%) | 540 (93,4%) |
| Афроамериканци    | 7 (1,0%)    | 8 (1,4%)    |
| Азијати           | 0 (0,0%)    | 5 (0,9%)    |
| Хиспаноамериканци | 6 (0,8%)    | 9 (1,6%)    |
| Укупно            | 706         | 578         |